# Deir al-Ghusun

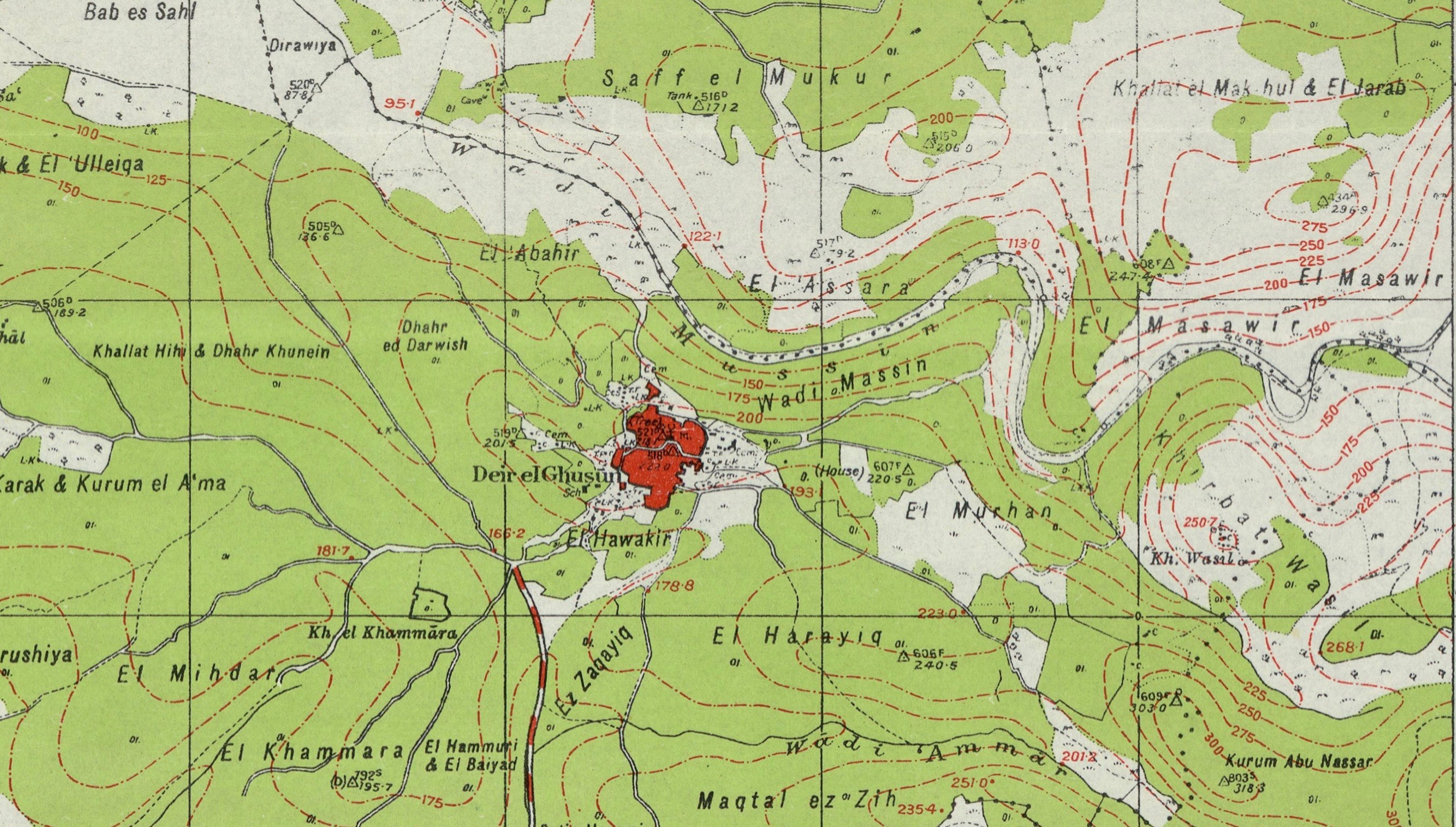
Deir al-Ghusun

Deir al-Ghusun (en árabe: دير الغصون‎) es una localidad palestina localizada a 8 km al noreste de la ciudad de Tulkarem, en la Gobernación de Tulcarem, en el norte de Cisjordania, a una altitud de 200 m s. n. m. La localidad se encuentra cerca de la línea verde (frontera entre Israel y Cisjordania). En 2007 contaba con una población de 8,242 habitantes.